# Anthidium rufitarse
Anthidium rufitarse là một loài Hymenoptera trong họ Megachilidae. Loài này được Friese mô tả khoa học năm 1917.